# Adam Puławski
Adam Wacław Puławski (ur. 1966 w Chełmie) – polski historyk specjalizujący się w tematyce Zagłady Żydów i relacji polsko-żydowskich w czasie II wojny światowej.

## Życiorys
Absolwent Uniwersytetu Marii Curie-Skłodowskiej w Lublinie, doktor habilitowany nauk humanistycznych.
W latach 2000–2018 był zatrudniony w lubelskim oddziale Instytutu Pamięci Narodowej. 7 grudnia 2009 doktoryzował się na Wydziale Nauk Politycznych Akademii Humanistycznej im. Aleksandra Gieysztora w Pułtusku na podstawie pracy Rząd RP na Uchodźstwie. Delegatura Rządu RP na Kraj, ZWZ-AK wobec deportacji Żydów do obozów zagłady (1941–1942), której promotorem był dr hab. Andrzej Żbikowski, a recenzentami prof. Janusz Szczepański oraz dr hab. Barbara Engelking i Grzegorz Motyka. Praca została w tym samym roku wydana przez IPN pod tytułem W obliczu Zagłady. Rząd RP na Uchodźstwie, Delegatura Rządu RP na Kraj, ZWZ-AK wobec deportacji Żydów do obozów zagłady (1941–1942). Książka została nominowana do Nagrody im. Jerzego Giedroycia, za „świetny debiut” uznał ją Marian Turski, w mediach opisana została jako „dobrze przyjęta, rozpoznawana i często cytowana w międzynarodowym środowisku”.
Publikował na łamach „Rzeczypospolitej”, „Więzi”, „Pamięci i Sprawiedliwości”, „Zagłady Żydów. Studia i materiały”, „Zeszytów Majdanka”.
W 2018 roku został przeniesiony z Biura Badań Historycznych do Oddziałowej Komisji Ścigania Zbrodni przeciwko Narodowi Polskiemu w Lublinie, co oznaczało pozbawienie możliwości prowadzenia badań naukowych. Wkrótce później zrezygnował z pracy w IPN, krytykując tę instytucję jako zbyt upolitycznioną. Ponad 100 osób ze środowisk naukowych wystosowało list do prezesa IPN, krytyczny w stosunku do Instytutu i popierający Puławskiego. 16 września 2020 roku osiągnął habilitację na Uniwersytecie Marii Curie-Skłodowskiej w Lublinie.
Zajmuje się również malarstwem i rysunkiem.

## Publikacje

### Książki
- Podziemie zbrojne na Lubelszczyźnie wobec dwóch totalitaryzmów 1939–1956, Warszawa 2002 (współredaktor)
- W obliczu Zagłady. Rząd RP na Uchodźstwie, Delegatura Rządu RP na Kraj, ZWZ-AK wobec deportacji Żydów do obozów zagłady (1941–1942), Lublin 2009
- Wobec »niespotykanego w dziejach mordu«. Rząd RP na uchodźstwie, Delegatura Rządu RP na Kraj, AK a eksterminacja ludności żydowskiej od »wielkiej akcji« do powstania w getcie warszawskim, Chełm 2018

### Artykuły
- Wykluczenie czy samowykluczenie? Trzy aspekty obecności Żydów w wojennym społeczeństwie polskim na przykładzie 1942 roku
- Postrzeganie żydowskich oddziałów partyzanckich przez Armię Krajową i Delegaturę Rządu RP na Kraj
- Sowiecki partyzant–polski problem
- „6 tys.(Żydów) co dzień”–„oczywiście na stracenie”. Opowieść o pierwszej depeszy Polskiego Państwa Podziemnego na temat Wielkiej Akcji w getcie warszawskim
- Nie ujawniać czynnikom nieoficjalnym. Depesze AK o Zagładzie
- Czy odbijano Sobibór, „Więź” 2003, nr 4.
- „Aktion Reinhardt”: Zagłada Żydów w dystrykcie lubelskim 1942-1943 r. [w:] Hitlerowski obóz pracy Poniatowa 1942-1944 : materiały I Międzynarodowej Konferencji Historycznej, Poniatowa 4 listopada 2004 r., red. A. Podgórski, A. Mączkowska, Poniatowa 2008.
- Polityka informacyjna Polskiego Państwa Podziemnego w odniesieniu do Zagłady [w:] Przemoc i dzień powszedni w okupowanej Polsce, red. T. Chinciński, Gdańsk 2011.
- Die Informationspolityk des polnischen Untergrundstaates und der Holocaust [w:] Gewalt und Alltag im besetzten Polen 1939-1945, red. J. Böhler, S. Lehnstaedt, Osnabrück 2012.
- Problematyka żydowska w wydawnictwach Kazimierza Czernickiego, „Rocznik Chełmski” 2012, t. 16.
- Kontrowersje w biografiach znanych chełmian, „Rocznik Chełmski” 2012, t. 16.
- The Polish Government-in-exile in London, the Delegatura, the Union of Armed Struggle-Home Army and the Extermination of the Jews, “Holocaust Studies: A Journal of Culture and History” 2012, nr 2-3 (przedruk: A. Puławski, The Polish Government-in-exile in London, the Delegatura, the Union of Armed Struggle-Home Army and the Extermination of the Jews [w:] Governments-in-Exile and the Jews during the Second World War, red. J. Lánicĕk, J. Jordan, London, Portland 2013).
- Problematyka żydowska w „Kronice Nadbużańskiej”, „Rocznik Chełmski” 2013, t. 17.
- Kwestia sowieckich jeńców wojennych w polityce Polskiego Państwa Podziemnego, „Rocznik Chełmski” 2014, t. 18.
- Antysemickie jednodniówki na chełmskim rynku wydawniczym (1929-1939), „Rocznik Chełmski” 2015, t. 19.
- Polskie Państwo Podziemne wobec kwestii sowieckich jeńców wojennych [w:] Jeńcy sowieccy na ziemiach polskich w czasie II wojny światowej, red. J. Wojtkowiaka, Warszawa 2015.
- Polskie Państwo Podziemne wobec Zagłady, „Kwartalnik Historii Żydów” 2015, nr 2.
- 1939. Stosunki polsko-żydowskie w Chełmie w przededniu II wojny światowej, „Rocznik Chełmski” 2016, t. 20.
- „Wysłać ludzi na trasę”. O planach odbicia przez Armię Krajową transportów więźniów. Przyczynek, „Rocznik Lubelski” 2016, t. XLII.
- Żydzi [w:] Dzieje Lubelszczyzny 1944-1956. Aspekty społeczne, gospodarcze, oświatowe i kulturalne, red. T. Osiński, M. Mazur, Lublin 2017.
- Charakterystyka „Chelmer Nachrichten. Wiadomości Chełmskie”, „Rocznik Chełmski” 2017, t. 21.
- Funkcjonowanie urzędu powierniczego na przykładzie Chełma, „Zagłada Żydów. Studia i materiały” 2017, t. 13.
- „Same nieszczęścia wojny i tak ludzi do Boga zbliżają”. Postawy księży katolickich podczas II wojny światowej na podstawie dokumentów archiwum dekanatu chełmskiego, „Rocznik Lubelski” 2018, t. XLIV.
- Urzędy powiernicze w Chełmie w okresie II wojny światowej, „Rocznik Chełmski” 2018, t. 22.
- „Benzyny zużyto 8 litrów”. Prozaizacja Zagłady na przykładzie dokumentacji Archiwum Państwowego w Lublinie Oddział w Chełmie, „Zagłada Żydów. Studia i materiały” 2018, t. 14.
- Trzecia (ostatnia) misja kurierska Jana Karskiego. Mity i rzeczywistość, ohistorie, Lublin 2019.
- Getta na terenie Generalnego Gubernatorstwa, Akcja „Reinhardt”-w kręgu Zagłady (Teatr NN), Lublin 2019.
- Akcja „Reinhardt” w dystrykcie krakowskim, Akcja „Reinhardt”-w kręgu Zagłady (Teatr NN), Lublin 2020.
- Akcja „Reinhardt” w dystrykcie radomskim, Akcja „Reinhardt”-w kręgu Zagłady (Teatr NN), Lublin 2021.
- Jan Karski’s Final Mission, “Israel Journal of Foreign Affairs”, 2021.
- Raport polskiego rządu: „News is reaching the Polish Government in London about liquidation of the Jewish ghetto in Warsaw”, @historia-Historia Bez Kitu, Lublin 2023.
- Kto naprawdę napisał „Raport Karskiego”?, @historia-Historia Bez Kitu, Lublin 2023.
- Rozważania w 80. rocznicę wybuchu powstania w obozie zagłady w Sobiborze, @historia-Historia Bez Kitu, Lublin 2023.
- Krótki informator o obozach zagłady (wybrane pojęcia), @historia-Historia Bez Kitu, Lublin 2024.